# دائیمی رامیرس
دائیمی رامیرس (اسپانیایی: Daimí Ramírez‎؛ زادهٔ ۸ سپتامبر ۱۹۸۳) بازیکن والیبال زن اهل کوبا است.